# Antonio Chas Veira
Antonio Chas Veira   (Culleredo, 14 de març de 1915 - San Pedro de Nós, 11 de desembre de 1980) fou un futbolista gallec dels anys 1930 i 1940.

## Trajectòria
Conegut com a Chucho Chas, començà a jugar a futbol el 1930 al Galicia Gaitera, d'on ràpidament fou fitxat pel Deportivo de La Corunya. Fou cedit al Celta de Vigo i al Club Lemos fins que la temporada 1934-35 fou incorporat definitivament al Deportivo. La següent temporada jugà al Racing de Santander a primera divisió. A final de temporada patí un trencament de clavícula, del qual fou operat a Barcelona. Iniciada la Guerra Civil no va poder retornar a Santander i ingressà al RCD Espanyol. Acabada la guerra retornà a Racing, però el 1940 fou fitxat, de nou, per l'Espanyol, on romangué dues temporades més. El 1941 fou finalista de la Copa d'Espanya, perdent la final davant del València CF. Després de l'Espanyol jugà durant quatre temporades al Reial Oviedo, acabant la seva trajectòria al Caudal Deportivo i Reial Múrcia CF.
Jugà diversos partits amb la selecció catalana de futbol el 1936 i el 1941.